# Доллерн
Доллерн (нем. Dollern) — община в Германии, в земле Нижняя Саксония.
Входит в состав района Штаде. Подчиняется управлению Хорнебург. Население составляет 1809 человек (на 31 декабря 2010 года). Занимает площадь 11,96 км².